# دام (فیلم ۱۹۵۰)
«دام» (چکی: Past) یک فیلم سیاه‌وسفید و درام به کارگردانی مارتین فریچ است که در ۱۹۵۰ میلادی در چکسلواکی منتشر شد.